# ایروالت
ایروالت (به فرانسوی: Airvault) یک کمون در فرانسه است که در Canton of Le Val de Thouet واقع شده‌است.

## خصوصیات
ایروالت ۴۹٫۲۸ کیلومترمربع مساحت و ۳٬۲۲۶ نفر جمعیت دارد.